# Großer Mörchner
Der Große Mörchner ist ein 3285 m ü. A. hoher Berg in den Zillertaler Alpen im österreichischen Bundesland Tirol. Der Felsenberg besitzt wegen seiner exponierten Lage, eingefasst von Gletschern und zwei Kilometer vom Zillertaler Hauptkamm entfernt, eine große geografische Dominanz, was ihn zu einem oft begangenen Aussichtsberg macht. Er weist nach Nordosten, zum Floitengrund hin, steile, bis 800 Meter hohe Wandabstürze auf.

## Lage und Umgebung

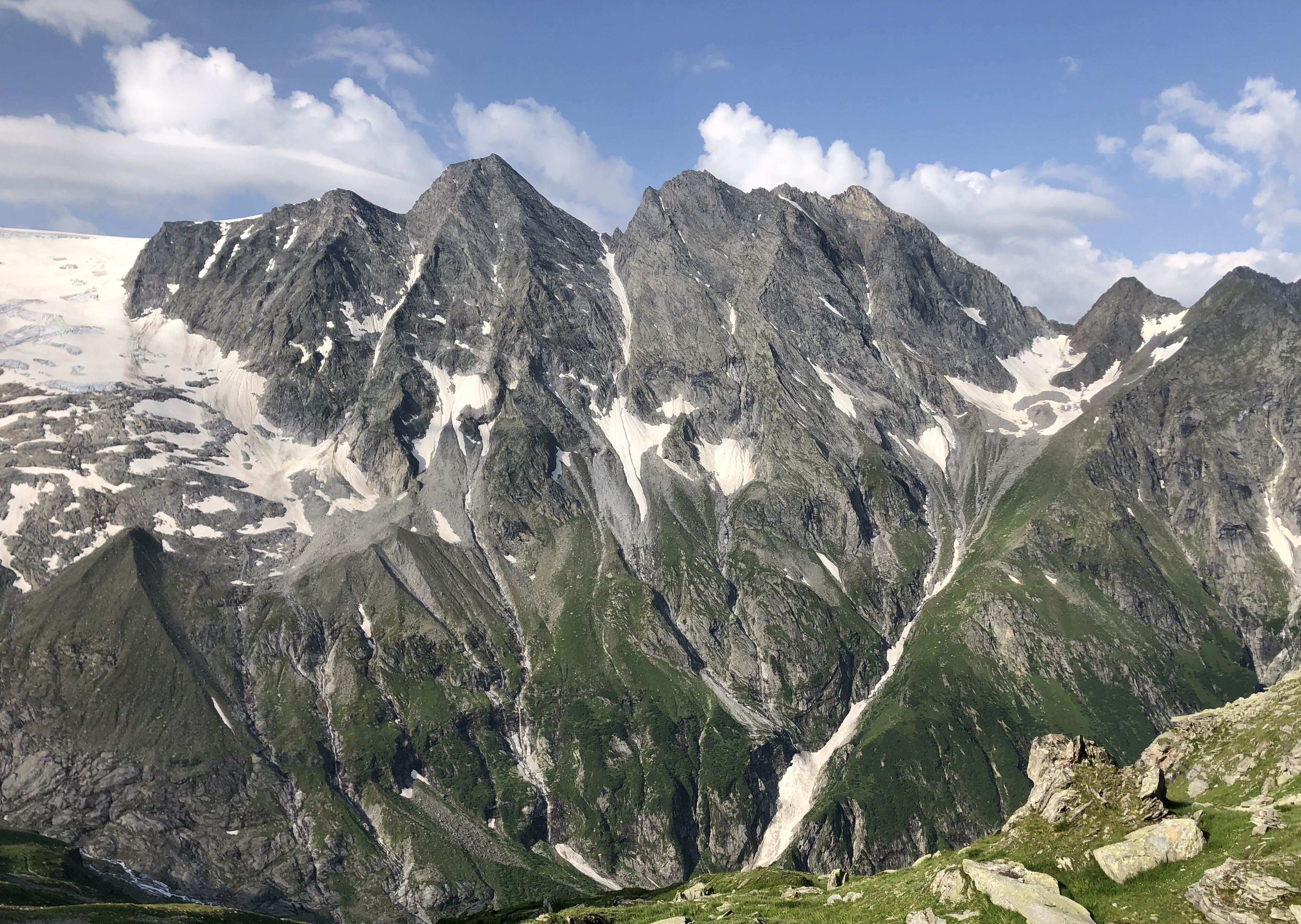
Schwarzensteinkees (links) sowie Großer und Kleiner Mörchner (mittig) mit Mörchnerscharten (rechts südliche, ganz rechts die nördliche), davor der Floitengrund

Der Berg liegt knapp zwei Kilometer Luftlinie südwestlich des Floitengrund-Talschlusses. Der kegelförmige Gipfelaufbau ist von Gletschern umgeben. Im Osten bis Süden liegt das Floitenkees, im Süden bis Westen das Schwarzensteinkees und im Nordwesten das kleine Mörchnerkees. In unmittelbarer Nachbarschaft, getrennt durch die Mörchenschneidscharte, liegt nordwestlich der Kleine Mörchner mit 3198 m Höhe. Andere benachbarte Gipfel sind im Nordosten der fünf Kilometer entfernte Gigalitz (3001 m), im Osten der Große Löffler (3379 m), im Süden, getrennt durch den vergletscherten Schwarzensteinsattel, der Zillertaler Hauptkamm mit dem Schwarzenstein (3369 m) und im Südwesten schließlich die Hornspitzen mit I., II. und III. Hornspitze.

## Erstbesteigung
Zuerst bestiegen wurde der Große Mörchner am 19. August 1846 durch den Alpinisten und Theologen Karl Thurwieser und seinen Gefährten Georg Lechner, Vitus Hotter und Anton Wechselberger. Ihr Weg führte vom Zemmgrund aus über die Schwarzensteinalm und das nördliche Schwarzensteinkees durch brüchiges Gestein und über lehmbedeckte, rutschige Platten zum Gipfel. Thurwieser beklagte den Nebel, sodass keine Aussicht möglich war. Der Abstieg erfolgte auf gleichem Weg zurück zur Granatenhütte, einer nicht mehr existierenden Mineraliensucherunterkunft in der Nähe der heutigen Berliner Hütte.

## Stützpunkt und leichteste Besteigung

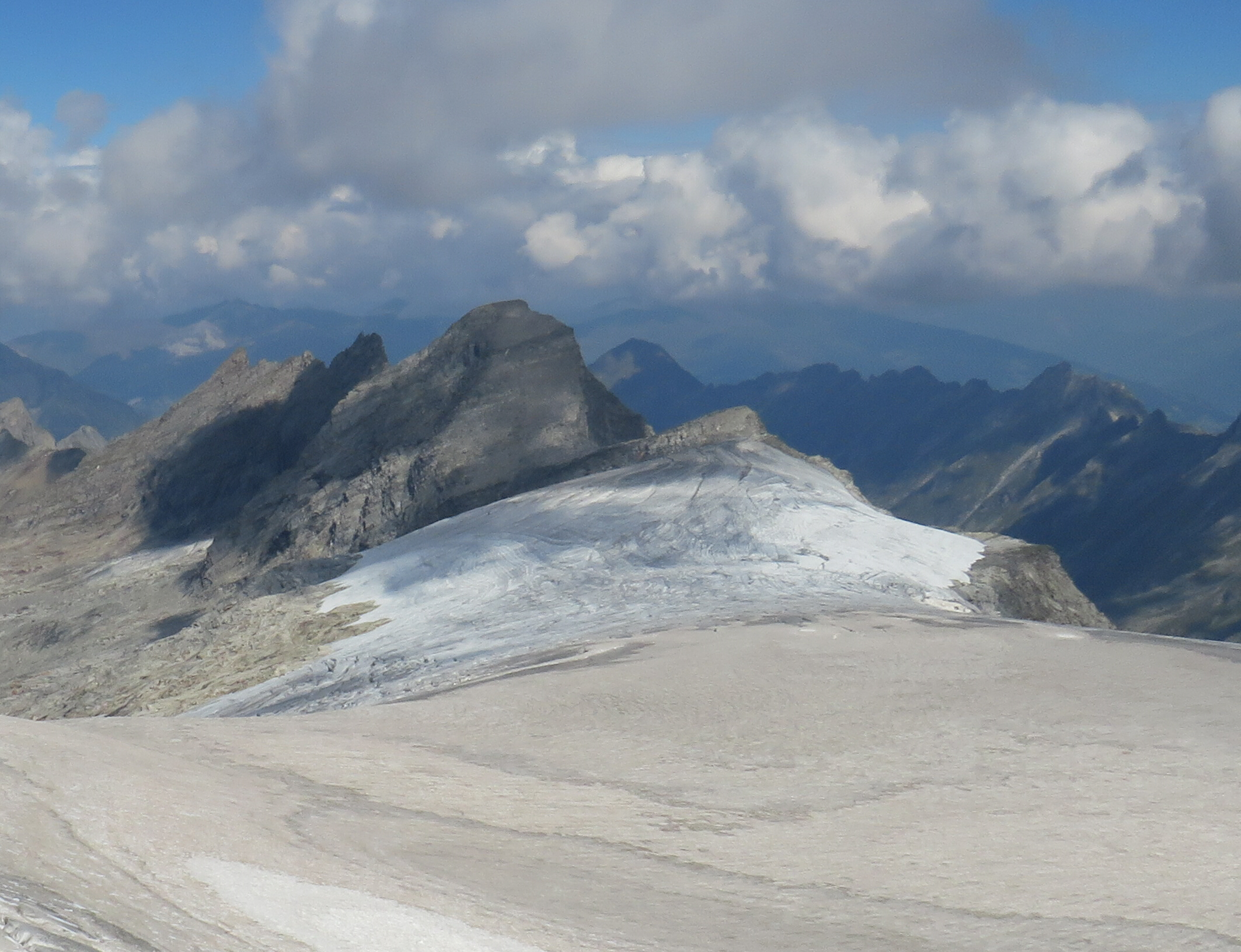
Kleiner (links) sowie Großer Mörchner (mittig) mit Schwarzensteinsattel (vorn) an dem Schwarzensteinkees und Floitenkees aufeinandertreffen, mittig Normalweg auf den Großen Mörchner

Der heutige Normalweg, leichtester Anstieg, auf den Großen Mörchner führt über Gletscher und muss daher als Hochtour mit entsprechender Ausrüstung begangen werden. Der Aufstieg erfolgt von der Schwarzensteinhütte (3026 m) aus. Die Hütte ist von Luttach im Ahrntal aus erreichbar. Von der Hütte verläuft die Route in nordwestlicher Richtung hinauf zum Schwarzensteinsattel (3131 m). Weiter geht es dann in, laut Literatur, leichter Kletterei (UIAA-Grad I) über den Südostgrat zum Gipfel. Die Gehzeit beträgt laut Literatur eineinhalb Stunden vom Schwarzensteinsattel bzw. 3 bis 4 Stunden ab Schwarzensteinhütte. Auch von der Berliner Hütte aus ist der Große Mörchner über diesen Weg in vier Stunden zu erreichen.